# Tocqueville (Eure)
Tocqueville település Franciaországban, Eure megyében. Lakosainak száma 143 fő (2022. január 1.). Tocqueville Trouville-la-Haule és Bourneville-Sainte-Croix községekkel határos.

## Népesség
A település népessége az elmúlt években az alábbi módon változott:
| Lakosok száma | 93   | 121  | 143  | 119  | 144  | 153  | 155  | 155  | 155  | 143  |
|               | 1968 | 1982 | 1990 | 2006 | 2013 | 2015 | 2017 | 2019 | 2020 | 2022 |